# 福雷斯特帕克 (喬治亞州)
福雷斯特帕克（英語：Forest Park）是一個位於美國喬治亞州克萊頓縣的城市。

## 地理
福雷斯特帕克的座標為33°37′11″N 84°21′57″W / 33.61972°N 84.36583°W，而該地的平均海拔高度為301米（即988英尺）。

## 人口
根據2010年美國人口普查的數據，福雷斯特帕克的面積為24.40平方千米，當中陸地面積為24.30平方千米，而水域面積為0.10平方千米。當地共有人口18468人，而人口密度為每平方千米756人。